# Contea di Zuoquan
La contea di Zuoquan (左权县S, Zuǒquán XiànP) è una contea della Cina, situata nella provincia dello Shanxi e amministrata dalla prefettura di Jinzhong.